# Antonio Pacinotti
Antonio Pacinotti (Pisa, 1841. június 17.  – Pisa, 1912. március 24.) olasz fizikus.

## Életpálya
Első matematikai ismereteit fizikaprofesszor édesapjától szerezte. 1856-tól a Pisai Egyetemen folytatott tanulmányokat, ahol 1859-től tanársegéd. 1861-ben szerezte meg a fizikusdoktori diplomáját. 1864-től  a Bolognai Technikai Intézetben fizikaprofesszor. 1873-ban Cagliariban, majd 1881-ben a Pisai Egyetem fizikaprofesszora.

## Kutatási területei
Werner Siemenst megelőzve gyűrűs szerkezetű elektromos generátort szerkesztett. Föltalálta a dinamógép gyűrű alakú forgótekercsét és kollektorát. Felismerte, hogy a szerkezetet elektromos motorként is lehet használni. Eredményeit 1865-ben publikálta az Il Nouvo Cimento című tanulmányában. A belga Zénobe Gramme hasonló berendezést talált fel. Találmányukat sokszor Pacinotti-Gramme dinamónak nevezik.

## Szakmai sikerek
- 1905-ben az olasz parlament tagjává választották,
- 1911-ben az Olasz Elektrotechnikai Társaság elnökévé választották,
- szülővárosában az Arno folyó híres rakpartját róla nevezték el,
- 1881-ben a párizsi villamos kiállításon díszoklevelet kapott,
- a becsületrend lovagja,